# Elecciones de diputados para las Cortes de Cádiz (Chile)
Las Elecciones de diputados para las Cortes de Cádiz en Chile se desarrollaron después de que la Junta Suprema Central y Gubernativa del Reino de España, ante la invasión napoleónica y el secuestro del rey Fernando VII, convocó desde Sevilla a las cortes de la nación que debían reunirse el 1 de marzo de 1810, llamando a los territorios hispanoamericanos a enviar representantes a la península. 
La orden fue comunicada a Chile en enero de 1809. En ella, España reconoce que sus dominios en América son parte integral de la monarquía española, y por ende los distintos dominios tenían que tener representación nacional.

## Sistema electoral
La forma de la elección que indicaba la orden es que las votaciones se realizarían en las cabezas de partido, en donde se eligieran a 3 personas por sufragio, y entre ellas se sorteara un nombre que será elegido. Luego de esto, el gobernador, de todos los sorteados, seleccionara tres, las que considere tienen las mejores cualidades, y se realiza un nuevo sorteo, y el nombre elegido será nombrado diputado de ese reino y vocal de la junta suprema centra gubernativa de la monarquía.
Este complicado sistema estaba diseñado para evitar la lucha de facciones políticas y tender a cierta unanimidad. La justificación del sorteo es de que por medio de él se evita “el espíritu de partido que suele dominar en tales casos”, introduciendo el elemento de la providencia, para mitigar el efecto de la elección humana, en este primer ejercicio de soberanía.
La orden de la Junta, si bien reconocía la igualdad jurídica entre América y la península ibérica, dejó descontento a muchos criollos, porque a pesar de las declaraciones, la península actuaba como si los reinos hispanoamericanos fueran colonias, pues se arrogaba la facultad de establecer ella sola y sin consultar a los americanos, la manera y forma de representación nacional, en que se podía observar un notorio desequilibrio entre la repartición de diputados, dando dos representantes a los pueblos de la península y solo uno a cada una de las diez provincias de ultramar, que por su población, extensión territorial y riquezas eran mucho más grandes que cada una de las provincias de la España europea.
Estas objeciones las plasmo muy bien el anónimo autor del Catecismo Político Cristiano dispuesto para la instrucción de los pueblos de América meridional, que utilizaba el seudónimo de José Amor de la Patria y que fue distribuido en Chile a mediados de 1810, pero antes del 18 de septiembre:

Pregunta: ¿Según estos principios la Junta Suprema ha sido legítimamente autorizada para mandar en España?

Respuesta: El hecho es indubitable, y su autoridad no podía haber procedido de un origen más puro que del voto general de las provincias.

Pregunta: ¿Y ha tenido autoridad para mandar en América?

Respuesta: Los habitantes y provincias de América solo han jurado fidelidad a los reyes de España y sólo eran vasallos y dependientes de los mismos reyes, como lo eran y han sido los habitantes y provincias de la Península. Los habitantes y provincias de América no han jurado fidelidad ni son vasallos o dependientes de los habitantes y provincias de España; los habitantes y provincias de España no tienen pues autoridad, jurisdicción, ni mando sobre los habitantes y provincias de la América: ellos y ellas no han podido trasladar a la Junta Suprema una autoridad que no tienen; la Junta Suprema no ha podido pues mandar legalmente en América, y su jurisdicción ha sido usurpada como la había usurpado la Junta provincial de Sevilla. La Junta Suprema sólo ha podido mandar en América en el único caso de que sus reinos y provincias se hubiesen convenido en nombrar diputados que los representasen en la misma Junta, y en tener en el otro mundo la cabeza del gobierno; pero el número de diputados se debía regular entonces con precisa consideración a la cuantía de su población, y siendo mayor la de América que la de España, debía ser mayor, sino igual, el número de diputados americanos al de diputados españoles.
La Junta Suprema no podía desconocer verdades tan evidentes, y como si nos hiciera una gracia, ha dispuesto que las Américas nombren diputados para la Junta, cuando, sin tenerlos, se abrogaba ya toda la autoridad como si los tuviese; mas estos diputados eran en muy corto número, y su representación habría sido ilusoria para el bien de las Américas en concurso del mayor número de diputados españoles. Sobre su elección se han dado, alterado y repetido reales órdenes que la han diferido, retardado o imposibilitado. Entre tanto, los americanos, como si no fuesen hombres libres, dotados de razón y de sentido, han callado y se han mostrado indiferentes a todos los acontecimientos.

El gobernador Francisco Antonio García Carrasco y la Real Audiencia empezaron a tratar de ejecutar el decreto del 22 de enero. Se pidió un dictamen al doctor José Teodoro Sánchez, agente fiscal en lo civil y lo concerniente a la real hacienda, quien recomendó, en lo principal, que la votación se hiciese por escrutinio secreto, depositados en una jarra de plata y que se descubran los votos en presencia de las autoridades de la ciudad; que para elegir a los 3 individuos a sortear no se realice una sola elección sino que tres seguidas; que el sorteo sea realizado por un niño de diez años que meta su mano en la jarra.
Con arreglo a lo dictaminado por el agente fiscal, el gobernador y los oidores de la audiencia determinaron el 14 de septiembre de 1809 la forma de votar, que decía en sus instrucciones:

1º Que antes de procederse al acto de la votación hagan los cabildantes ante el escribano el juramente que se expresa en el número 6 de las contenidas en la citada vista.

2º que cada regidor vote en su cedula, que se escriba en la sala capitular, en que pondrá los nombres de los tres sujetos que conceptué mas aptos, con arreglo a las circunstancia y cualidades requeridas por Su Majestad en la real orden, para el cabal desempeño de tan grave cargo.

3º Que los tres sujetos contenidos en dichas cedulas que tengan mas número de sufragios se entiendan por elegidos, apuntándose sus nombres por el escribano, quien ira escribiendo el acta de la diligencia para que se firme por todos los concurrentes.

4 Que en caso de resultad con igualdad de votos algunos de los propuestos, dirimirá el gobernador o subdelegado que debe presidir sin tener voto el ayuntamiento en aquella interesante diligencia; y en caso de no poderlo verificar, se sorte4aran los enunciados sujetos de igualdad de sufragios.

5º Que el sorteo, y el con que debe concluir el acto, se haga colocando las cedulillas de papel bien dobladas en bolillas, presenciando todos la introducción de las cedulillas y la de las bolillas en una arquilla de madera, o jarra de plata, para mayor seguridad de la diligencia, y que no haya duda de su certeza.

6º Que para sacar la bolilla, se llame a un niño de ocho a diez años, en el propio acto del sorteo, para que éste, sacudiéndose la jarra o arca, saque una, que se entregara al que presida, quien, a presencia del escribano, extraerá la cedulilla y publicara el nombre del sujeto en ella escrito, y después ola pasara a cada uno de los vocales, practicándose en seguida lo que indica en sui conclusión la precipitada vista, como asimismo lo contenido en el número 7 relativo a la formalidad de la votación.

7º Que los vocales son puedan elegirse a si propios y que podrán sufragar por persona de las circunstancias prevenidas que resida dentro o fuera de la gobernación.

8º y última. Que se les encargue toda la posible brevedad y la mayor exactitud en la ejecución y practica de tan importante diligencia.

## La elección
La elección en las provincias se dio entre el 7 de noviembre de 1809 y el 16 de febrero de 1810. Votaron 15 cabildos (sin contar a Santiago), lo que era una cantidad enorme en comparación de proporcionalidad poblacional con el resto de América, ya que en México, con casi la mitad de la población de la América hispana, solo votaron 14 ciudades.
No se llegó a realizar la elección en Santiago. El gobernador García Carrasco se encontraba en una situación cada vez más difícil, pues a principios de 1810 otra elección, esta vez la del cabildo de Santiago, entregó los más altos mandos de ella a Nicolás Cerda, Agustín Eyzaguirre y Juan Antonio Ovalle, todos ellos opositores a su persona.  Por ello, Carrasco se obstinó en no darle ninguna participación al cabildo de Santiago en el tema de la elección, y retrasó el tema lo más posible, por el temor de que en la capital se sorteara a uno de sus opositores.
A finales de enero de 1810 llegó una nueva orden que vino a complicar las cosas. Era una real orden expelida por la Junta Central el 6 de octubre del año anterior, que establecía nuevas reglas de votación, que hacia nulas las ejecutadas hasta entonces. Daba derecho a voto a todas las ciudades, aunque no fuesen cabeza de partido y crea una junta especial compuesta por dos oidores, dos canónigos y de otros tantos regidores y vecinos para hacer el segundo término de la elección, disponía que para ser elegido, además de ser hispanoamericano de nacimiento, no debía desempeñar cargo de gobernador, intendente, oidor, asesor, tesorero, administrador, ni ser deudor de la real hacienda. Al encontrarse algunos de los electos inhabilitados por la nueva orden, García Carrasco encontró su excusa para aplazar el cumplimiento de las órdenes de la Junta Central.
A pesar de que la Real Audiencia, en acuerdo de 12 de marzo, resolvió que se recomenzara la elección según la nueva forma y acortando los plazos, el gobernador, temiendo que la elección favoreciera a sus enemigos políticos, se abstuvo de cumplir tales órdenes. Ello fue la causa de que Chile no tuviese representación legal ante el gobierno de la metrópolis.
En la península, a causa de los avatares de la guerra, decidió, para darle representatividad a los reinos que aún no enviaban representantes, se procedió a nombrar una comisión que, eligiendo ente los individuos de cada provincia que se hallaban en Cádiz y sus cercanías, designase los que con carácter de diputados suplentes los representaran. Así, los representantes del reino de Chile fueron designados, recayendo los puestos en el abogado Joaquín Fernández de Leiva y el comerciante Miguel Riesco.

## Resultados
| Intendencia | Partido    | Elección                                                               | Diputado                                                                               |
| ----------- | ---------- | ---------------------------------------------------------------------- | -------------------------------------------------------------------------------------- |
| Santiago    | Copiapó    | San Francisco de la Selva, 8 de diciembre de 1809                      | José Santiago Rodríguez                                                                |
| Santiago    | Copiapó    | San Francisco de la Selva, 8 de diciembre de 1809                      | Miguel Eyzaguirre                                                                      |
| Santiago    | Copiapó    | San Francisco de la Selva, 8 de diciembre de 1809                      | Judas Tadeo Reyes                                                                      |
| Santiago    | Coquimbo   | Serena, 12 de diciembre de 1809                                        | Manuel de Salas                                                                        |
| Santiago    | Coquimbo   | Serena, 12 de diciembre de 1809                                        | José Ignacio Guzmán                                                                    |
| Santiago    | Coquimbo   | Serena, 12 de diciembre de 1809                                        | Miguel Eyzaguirre                                                                      |
| Santiago    | Illapel    | San Rafael de Rozas, 11 de noviembre de 1809                           | Nicolás de la Cruz                                                                     |
| Santiago    | Illapel    | San Rafael de Rozas, 11 de noviembre de 1809                           | Manuel Manso                                                                           |
| Santiago    | Illapel    | San Rafael de Rozas, 11 de noviembre de 1809                           | Manuel de Salas                                                                        |
| Santiago    | Petorca    | Santa Ana de Briviesca, 7 de noviembre de 1809                         | Nicolás de la Cruz                                                                     |
| Santiago    | Petorca    | Santa Ana de Briviesca, 7 de noviembre de 1809                         | Manuel de Salas                                                                        |
| Santiago    | Petorca    | Santa Ana de Briviesca, 7 de noviembre de 1809                         | Manuel Manso                                                                           |
| Santiago    | Quillota   | San Martín de la Concha, 1 de enero de 1810                            | Antonio Garfias                                                                        |
| Santiago    | Quillota   | San Martín de la Concha, 1 de enero de 1810                            | Manuel Manso                                                                           |
| Santiago    | Quillota   | San Martín de la Concha, 1 de enero de 1810                            | Joaquín Fernández de Leiva                                                             |
| Santiago    | Aconcagua  | San Felipe el Real, 2 de enero de 1810                                 | José de Santiago Concha                                                                |
| Santiago    | Aconcagua  | San Felipe el Real, 2 de enero de 1810                                 | José Santiago Rodríguez                                                                |
| Santiago    | Aconcagua  | San Felipe el Real, 2 de enero de 1810                                 | José Teodoro Sánchez                                                                   |
| Santiago    | Los Andes  | Santa Rosa, 14 de febrero de 1810                                      | José Santiago Rodríguez                                                                |
| Santiago    | Los Andes  | Santa Rosa, 14 de febrero de 1810                                      | José Teodoro Sánchez                                                                   |
| Santiago    | Los Andes  | Santa Rosa, 14 de febrero de 1810                                      | Juan Francisco Meneses                                                                 |
| Santiago    | Valparaíso | Valparaíso, 8 de enero de 1810                                         | José de Santiago Concha                                                                |
| Santiago    | Valparaíso | Valparaíso, 8 de enero de 1810                                         | Miguel Eyzaguirre                                                                      |
| Santiago    | Valparaíso | Valparaíso, 8 de enero de 1810                                         | José Santiago Rodríguez                                                                |
| Santiago    | Santiago   | Elección no realizada                                                  | Elección no realizada                                                                  |
| Santiago    | Rancagua   | Santa Cruz de Triana, 29 de enero de 1810                              | José de Santiago Concha                                                                |
| Santiago    | Rancagua   | Santa Cruz de Triana, 29 de enero de 1810                              | José Santiago Rodríguez                                                                |
| Santiago    | Rancagua   | Santa Cruz de Triana, 29 de enero de 1810                              | Manuel Manso                                                                           |
| Santiago    | Colchagua  | San Fernando, 3 de enero de 1810                                       | Juan Antonio Ovalle                                                                    |
| Santiago    | Colchagua  | San Fernando, 3 de enero de 1810                                       | ?                                                                                      |
| Santiago    | Colchagua  | San Fernando, 3 de enero de 1810                                       | ?                                                                                      |
| Santiago    | Talca      | San Agustín, 9 de noviembre de 1809                                    | José Ignacio Cienfuegos                                                                |
| Santiago    | Talca      | San Agustín, 9 de noviembre de 1809                                    | Nicolás de la Cruz                                                                     |
| Santiago    | Talca      | San Agustín, 9 de noviembre de 1809                                    | Antonio Garfias                                                                        |
| Concepción  | Cauquenes  | Mercedes, diciembre de 1809                                            | Manuel Manso                                                                           |
| Concepción  | Cauquenes  | Mercedes, diciembre de 1809                                            | José Ignacio Guzmán                                                                    |
| Concepción  | Cauquenes  | Mercedes, diciembre de 1809                                            | Nicolás de la Cruz                                                                     |
| Concepción  | Chillán    | San Bartolomé, 2 de diciembre de 1809 (anulada), 16 de febrero de 1810 | Nicolás de la Cruz (ganó el primer sorteo, en la elección anulada por irregularidades) |
| Concepción  | Chillán    | San Bartolomé, 2 de diciembre de 1809 (anulada), 16 de febrero de 1810 | Joaquín Fernández de Leiva                                                             |
| Concepción  | Chillán    | San Bartolomé, 2 de diciembre de 1809 (anulada), 16 de febrero de 1810 | Juan Martínez de Rozas                                                                 |
| Concepción  | Concepción | Concepción, 11 de diciembre de 1809                                    | José Santiago Rodríguez                                                                |
| Concepción  | Concepción | Concepción, 11 de diciembre de 1809                                    | Manuel Manso                                                                           |
| Concepción  | Concepción | Concepción, 11 de diciembre de 1809                                    | Juan Martínez de Rozas                                                                 |
| Concepción  | Valdivia   | Valdivia, 2 de diciembre de 1809                                       | Pedro Elezegui                                                                         |
| Concepción  | Valdivia   | Valdivia, 2 de diciembre de 1809                                       | Ignacio Godoy                                                                          |
| Concepción  | Valdivia   | Valdivia, 2 de diciembre de 1809                                       | Juan Martínez de Rozas                                                                 |